# Рождество Богородично (Барово)
„Рождество Богородично“ или „Света Богородица“ (на македонска литературна норма: „Рождество на Пресвета Богородица“) е възрожденска православна църква в демиркапийското село Барово, централната част на Северна Македония. Част е от Повардарската епархия на Македонската православна църква.
Църквата е изградена през 1868 година и обновена в 1934 година. Представлява трикорабна сграда с два реда колони и дървени тавани и по три прозореца на южната и северната страна, от която страна са и двата входа. Живописта е от 1934 година и е дело на зографа Г. Донев от село Гари, Дебърско. На иконостаса има царски двери, резбовани от резбаря и зограф Исая Джиков от Осой в 1870 година.